# Mesterholdenes Europa Cup i håndbold 1966-67 (mænd)
Mesterholdenes Europa Cup i håndbold 1966–67 var den ottende udgave af Mesterholdenes Europa Cup i håndbold for mænd. Turneringen havde deltagelse af 21 klubhold, der var blevet nationale mestre sæsonen forinden. Turneringen blev afviklet som en cupturnering, hvor opgørende til og med semifinalerne blev afgjort over to kampe (ude og hjemme), mens finalen blev afgjort i én kamp.
Turneringen blev vundet af VfL Gummersbach fra Vesttyskland, som i finalen i Dortmund besejrede Dukla Praha fra Tjekkoslovakiet med 17-13. Det var første gang at VfL Gummersbach vandt turneringen.
Danmarks repræsentant i turneringen var HG, som tabte i kvartfinalen til Dinamo Bucuresti med 37-40 efter to kampe.

## Resultater

### 1/16-finaler
| Dato   | Dato   | Hjemmehold i 1. kamp | Udehold i 1. kamp | Resultat | Resultat | Resultat |
| 1.kamp | 2.kamp | Hjemmehold i 1. kamp | Udehold i 1. kamp | Samlet   | 1.kamp   | 2.kamp   |
| ------ | ------ | -------------------- | ----------------- | -------- | -------- | -------- |
| 11.11. | 23.11. | IS Göta              | VfL Gummersbach   | 35–58    | 20-19    | 15-39    |
| 2.11.  | ?      | Schaerbeek           | HV Sittardia      | 20–46    | 15-25    | 5-21     |
| ?      | ?      | RK Medveščak         | Union West        | ?–?      | 21-5     | ?-?      |
| 1.11.  | 6.11.  | BM Granollers        | IK Fredensborg    | 40–46    | 24-19    | 16-27    |
| ?      | ?      | FC Porto             | US d'Ivry         | 27–47    | 19-22    | 8-25     |

### 1/8-finaler
| Dato   | Dato   | Hjemmehold i 1. kamp | Udehold i 1. kamp       | Resultat | Resultat | Resultat |
| 1.kamp | 2.kamp | Hjemmehold i 1. kamp | Udehold i 1. kamp       | Samlet   | 1.kamp   | 2.kamp   |
| ------ | ------ | -------------------- | ----------------------- | -------- | -------- | -------- |
| 28.1.  | ?      | VfL Gummersbach      | HV Sittardia            | 59–30    | 30-10    | 29-20    |
| ?      | ?      | IK Fredensborg       | RK Medveščak            | 30–33    | 19-14    | 11-19    |
| ?      | ?      | SK Cuncevo           | UK-51 Helsinki          | 53–31    | 30-17    | 23-14    |
| 12.2.  | ?      | Budapest Honvéd      | FH                      | 34–32    | 20-13    | 14-19    |
| 26.1.  | ?      | US d'Ivry            | HG                      | ?–?      | 14-20    | ?-?      |
| 15.2.  | ?      | Dinamo Bucuresti     | Wybrzeze Gdansk         | ?–?      | 23-13    | ?-?      |
| ?      | 18.2.  | SC DHfK Leipzig      | Grasshopper-Club Zürich | ?–?      | 20-13    | ?-?      |
| 28.1.  | ?      | ABC Dudelange        | Dukla Praha             | ?–?      | 13-28    | ?-?      |

### Kvartfinaler
| Dato   | Dato   | Hjemmehold i 1. kamp | Udehold i 1. kamp | Resultat | Resultat | Resultat |
| 1.kamp | 2.kamp | Hjemmehold i 1. kamp | Udehold i 1. kamp | Samlet   | 1.kamp   | 2.kamp   |
| ------ | ------ | -------------------- | ----------------- | -------- | -------- | -------- |
| 7.3.   | ?      | RK Medveščak         | VfL Gummersbach   | 23–28    | 13-9     | 10-19    |
| 11.3.  | 18.3.  | SK Cuncevo           | Budapest Honvéd   | 36–32    | 15-13    | 21-19    |
| 11.3.  | 18.3.  | Dinamo Bucuresti     | HG                | 40–37    | 24-16    | 16-21    |
| 11.3.  | 18.3.  | Dukla Praha          | SC DHfK Leipzig   | 30–24    | 21-10    | 9-14     |

### Semifinaler
| Dato   | Dato   | Hjemmehold i 1. kamp | Udehold i 1. kamp | Resultat | Resultat | Resultat |
| 1.kamp | 2.kamp | Hjemmehold i 1. kamp | Udehold i 1. kamp | Samlet   | 1.kamp   | 2.kamp   |
| ------ | ------ | -------------------- | ----------------- | -------- | -------- | -------- |
| 31.3.  | 16.4.  | VfL Gummersbach      | SK Cuncevo        | 32–26    | 15-11    | 17-15    |
| 9.4.   | 16.4.  | Dukla Praha          | Dinamo Bucuresti  | 25–17    | 10-7     | 15-10    |

### Finale
Finalen blev spillet i Dortmund, Vesttyskland.
| Dato  | Hjemmehold      | Udehold     | Res.  |
| ----- | --------------- | ----------- | ----- |
| 28.4. | VfL Gummersbach | Dukla Praha | 17–13 |